# Giovanni Rinuccini
Giovanni kardinal Rinuccini, italijanski diakon in kardinal, * 22. junij 1743, Firence, † 28. december 1801.

## Življenjepis
21. februarja 1794 je bil povzdignjen v kardinala in imenovan za kardinal-diakona S. Giorgio in Velabro.